# Ulla Sallert
Ulla Sallert (Estocolmo, 27 de março de 1923 – 11 de maio de 2018) foi uma atriz e cantora sueca.

## Filmografia
- Don't Give Up (1947)
- The Key and the Ring (1949)
- Hello Baby (1976)
- Nils Karlsson Pyssling (1990)